# Androtion
Androtion (altgriechisch Ἀνδροτίων Androtíōn; * um 410 v. Chr.; † nach 343 v. Chr.) war ein gemäßigt-demokratischer athenischer Staatsmann, Redner  und Atthidograph (Verfasser einer Geschichte Athens). Er lebte im 4. Jahrhundert v. Chr.

## Leben und Werk
Androtion war der Sohn des sophistisch gebildeten Politikers Andron. Seinen Unterricht in der Redekunst erhielt er als Schüler des Isokrates. Seit etwa 387 v. Chr. war er im Bereich der Politik tätig. Nicht lange vor dem Beginn des Bundesgenossenkriegs, den Athen 357–355 v. Chr. gegen abgefallene Verbündete führte, war Androtion gemeinsam mit Melanopos und Glauketes Mitglied einer Gesandtschaft, die zum persischen Satrapen Kariens, Maussolos, reiste. Während des Bundesgenossenkriegs fungierte er 356/355 v. Chr. als Befehlshaber der attischen Garnison in Arkesine auf der Kykladeninsel Amorgos.
355/354 v. Chr. bekleidete Androtion den Posten eines Ratsherrn und stellte sich auf die Seite der Partei des athenischen Politikers Aristophon, der für die Führung eines Krieges gegen den persischen König Artaxerxes III. eintrat. Für die Beschaffung der dazu notwendigen finanziellen Mittel war u. a. eine Zehnmännerkommission zuständig, der Androtion angehörte und deren Aufgabe in der Eintreibung rückständiger Kriegssteuern bestand. Allerdings konnte dann die von Eubulos geleitete Friedenspartei einen politischen Umschwung herbeiführen. Als nun die Amtszeit des Rates der Fünfhundert abgelaufen war und Androtion für diesen die übliche Ehrung eines Kranzes beantragte, suchte sein politischer Gegner Euktemon die veränderte politische Lage auszunützen, indem er 354/353 v. Chr. zusammen mit Diodoros einen Prozess (Graphe paranomon) gegen Androtion anstrengte. In diesem Verfahren wurde Androtion vorgeworfen, dass sein erwähnter Antrag gesetzwidrig gewesen sei. Der damals am Beginn seiner Karriere stehende Demosthenes verfasste die Anklagerede, wobei es sich um dessen erhaltene 22. Rede handelt. Diese benützte Diodoros vor Gericht. Aber Androtion gelang es, seine Freisprechung zu erreichen. Um 343 v. Chr. soll er verbannt worden und nach Megara ins Exil gegangen sein.
Demosthenes und Aristoteles zollen Androtions rednerischer Begabung großes Lob, doch sind keine seiner Reden erhalten. In seinem Exil schrieb Androtion um 343 v. Chr. eine nicht erhaltene, aber öfters von antiken Autoren zitierte Atthis (Geschichte Athens) in 8 Büchern. Sehr ausführlich stellte er darin die politische Zeitgeschichte dar. So wurde etwa nach Ausweis der 68 erhaltenen Fragmente im 3. Buch der 421 v. Chr. geschlossene Nikiasfrieden und im 6. Buch die 354 v. Chr. erfolgte Schlacht bei Neon erwähnt. Theseus wurde von Androtion in seiner Atthis zum Begründer der athenischen Demokratie stilisiert. Das Werk stellte eine wichtige Quelle für den Staat der Athener (Athenaion politeia) des Aristoteles sowie für den späteren bedeutenden Atthidographen Philochoros dar.

## Ausgaben und Übersetzungen
- Felix Jacoby: Die Fragmente der griechischen Historiker (FGrH), Nr. 324.
- Phillip Harding: Androtion and the Atthis. The Fragments. Oxford 1994 (Einleitung, englische Übersetzung und Kommentar).